# Nikola Pokrivač
Nikola Pokrivač (Čakovec, 26 novembre 1985 – Karlovac, 18 aprile 2025) è stato un calciatore croato, di ruolo centrocampista.

## Biografia
Il 18 aprile 2025, a Karlovac, è rimasto vittima di un tragico incidente stradale che ha coinvolto l'automobile su cui viaggiava e altri tre veicoli. Insieme a lui, a bordo del veicolo, si trovavano tre compagni di squadra del Vojnić '95, club di cui faceva parte dall’estate precedente, rimasti gravemente feriti.

## Caratteristiche tecniche
Venne utilizzato come centrocampista difensivo o anche da esterno sinistro, di centrocampo o di difesa, reparto in cui poteva anche disporsi da centrale.

## Carriera

### Club
Cresce nelle giovanili della squadra della sua città natale, il Čakovec, prima di entrare in quelle del Varteks Varaždin nei primi anni 2000, mentre nella stagione 2004-05 debutta in prima squadra, nel match di campionato contro il Zara il 7 agosto 2004. Diventa titolare nel corso dell'anno 2005, rendendosi utile per il Varteks anche durante l'estate nel corso dell'Intertoto, così come l'anno successivo in Coppa UEFA. Nel 2006, inoltre, gioca andata e ritorno della finale di Coppa di Croazia, persa a causa dei gol in trasferta contro il Rijeka, dopo un totale di 5-5.
Le sue notevoli prestazioni in maglia Varteks accendono l'interesse della Dinamo Zagabria, che lo preleva durante la pausa invernale della stagione 2006-2007: non impiega molto tempo per imporsi come titolare. Riesce anche a conquistare l'accoppiata Campionato-Coppa con la squadra della capitale. Gioca anche i preliminari di UEFA Champions League, nonché la Coppa UEFA, totalizzando 10 presenze complessive in ambedue le competizioni.
Il 30 gennaio 2008, Nikola va in Ligue 1 con il Monaco, firmando un contratto fino al 2012. Debutta il 23 febbraio contro il Paris Saint-Germain, giocando tutti i 90 minuti del pareggio 1-1. Continua ad apparire regolarmente con la squadra del principato; viene anche espulso durante la fase finale di gara nella partita del 19 aprile in casa del Nizza.
Nel settembre 2021, dopo diversi anni di inattività, si accasa al Pušća, club militante nella 1. ŽNL Zagrebačka - Zapad, sesta divisione del sistema calcistico croato.

### Nazionale
Pokrivac ha rappresentato il suo paese di nascita in Under-17, Under-19 ed Under-21, con un totale di 39 presenze nelle nazionali giovanili croate, dal 2001 al 2006.
Il 5 maggio 2008 riceve la sua prima convocazione con la Nazionale maggiore, venendo inserito dal ct Slaven Bilić nella lista dei 23 giocatori per l'imminente campionato d'Europa 2008 in Austria e Svizzera; viene a conoscenza della sua convocazione navigando su Internet. Esordisce nel corso dell'amichevole svoltasi il 24 maggio 2008 a Fiume contro la Moldavia, subentrando dopo un'ora di gioco a Niko Kovač. È sceso in campo anche nel corso di Euro 2008 per giocare la partita contro la Polonia, ininfluente ai fini della qualificazione ai quarti di finale.

## Statistiche

### Cronologia presenze e reti in nazionale
| Cronologia completa delle presenze e delle reti in nazionale ― Croazia | Cronologia completa delle presenze e delle reti in nazionale ― Croazia | Cronologia completa delle presenze e delle reti in nazionale ― Croazia | Cronologia completa delle presenze e delle reti in nazionale ― Croazia | Cronologia completa delle presenze e delle reti in nazionale ― Croazia | Cronologia completa delle presenze e delle reti in nazionale ― Croazia | Cronologia completa delle presenze e delle reti in nazionale ― Croazia | Cronologia completa delle presenze e delle reti in nazionale ― Croazia |
| Data                                                                   | Città                                                                  | In casa                                                                | Risultato                                                              | Ospiti                                                                 | Competizione                                                           | Reti                                                                   | Note                                                                   |
| ---------------------------------------------------------------------- | ---------------------------------------------------------------------- | ---------------------------------------------------------------------- | ---------------------------------------------------------------------- | ---------------------------------------------------------------------- | ---------------------------------------------------------------------- | ---------------------------------------------------------------------- | ---------------------------------------------------------------------- |
| 24-5-2008                                                              | Fiume                                                                  | Croazia                                                                | 1 – 0                                                                  | Moldavia                                                               | Amichevole                                                             | -                                                                      | 59’                                                                    |
| 16-6-2008                                                              | Klagenfurt am Wörthersee                                               | Polonia                                                                | 0 – 1                                                                  | Croazia                                                                | Euro 2008 - 1º turno                                                   | -                                                                      |                                                                        |
| 20-8-2008                                                              | Maribor                                                                | Slovenia                                                               | 2 – 3                                                                  | Croazia                                                                | Amichevole                                                             | -                                                                      | 82’                                                                    |
| 6-9-2008                                                               | Zagabria                                                               | Croazia                                                                | 3 – 0                                                                  | Kazakistan                                                             | Qual. Mondiali 2010                                                    | -                                                                      | 83’                                                                    |
| 10-9-2008                                                              | Zagabria                                                               | Croazia                                                                | 1 – 4                                                                  | Inghilterra                                                            | Qual. Mondiali 2010                                                    | -                                                                      | 60’                                                                    |
| 11-2-2009                                                              | Bucarest                                                               | Romania                                                                | 1 – 2                                                                  | Croazia                                                                | Amichevole                                                             | -                                                                      | 81’                                                                    |
| 1-4-2009                                                               | Andorra la Vella                                                       | Andorra                                                                | 0 – 2                                                                  | Croazia                                                                | Qual. Mondiali 2010                                                    | -                                                                      | 64’                                                                    |
| 9-9-2009                                                               | Londra                                                                 | Inghilterra                                                            | 5 – 1                                                                  | Croazia                                                                | Qual. Mondiali 2010                                                    | -                                                                      | 46’                                                                    |
| 8-10-2009                                                              | Fiume                                                                  | Croazia                                                                | 3 – 2                                                                  | Qatar                                                                  | Amichevole                                                             | -                                                                      | 46’                                                                    |
| 14-10-2009                                                             | Astana                                                                 | Kazakistan                                                             | 1 – 2                                                                  | Croazia                                                                | Qual. Mondiali 2010                                                    | -                                                                      | 90+4’                                                                  |
| 14-11-2009                                                             | Vinkovci                                                               | Croazia                                                                | 5 – 0                                                                  | Liechtenstein                                                          | Amichevole                                                             | -                                                                      | 78’                                                                    |
| 19-5-2010                                                              | Klagenfurt am Wörthersee                                               | Austria                                                                | 0 – 1                                                                  | Croazia                                                                | Amichevole                                                             | -                                                                      | 78’                                                                    |
| 23-5-2010                                                              | Osijek                                                                 | Croazia                                                                | 2 – 0                                                                  | Galles                                                                 | Amichevole                                                             | -                                                                      | 77’                                                                    |
| 26-5-2010                                                              | Tallinn                                                                | Estonia                                                                | 0 – 0                                                                  | Croazia                                                                | Amichevole                                                             | -                                                                      |                                                                        |
| 12-10-2010                                                             | Zagabria                                                               | Croazia                                                                | 2 – 1                                                                  | Norvegia                                                               | Amichevole                                                             | -                                                                      | 90’                                                                    |
| Totale                                                                 |                                                                        | Presenze                                                               | 15                                                                     |                                                                        | Reti                                                                   | 0                                                                      |                                                                        |

| Cronologia completa delle presenze e delle reti in nazionale ― Croazia under 21 | Cronologia completa delle presenze e delle reti in nazionale ― Croazia under 21 | Cronologia completa delle presenze e delle reti in nazionale ― Croazia under 21 | Cronologia completa delle presenze e delle reti in nazionale ― Croazia under 21 | Cronologia completa delle presenze e delle reti in nazionale ― Croazia under 21 | Cronologia completa delle presenze e delle reti in nazionale ― Croazia under 21 | Cronologia completa delle presenze e delle reti in nazionale ― Croazia under 21 | Cronologia completa delle presenze e delle reti in nazionale ― Croazia under 21 |
| Data                                                                            | Città                                                                           | In casa                                                                         | Risultato                                                                       | Ospiti                                                                          | Competizione                                                                    | Reti                                                                            | Note                                                                            |
| ------------------------------------------------------------------------------- | ------------------------------------------------------------------------------- | ------------------------------------------------------------------------------- | ------------------------------------------------------------------------------- | ------------------------------------------------------------------------------- | ------------------------------------------------------------------------------- | ------------------------------------------------------------------------------- | ------------------------------------------------------------------------------- |
| 10-5-2005                                                                       | Pribislavec                                                                     | Croazia under 21                                                                | 3 – 0                                                                           | Ungheria under 21                                                               | Amichevole                                                                      | -                                                                               |                                                                                 |
| 14-12-2005                                                                      | Fiume                                                                           | Croazia under 21                                                                | 1 – 1                                                                           | Italia under 21                                                                 | Amichevole                                                                      | -                                                                               |                                                                                 |
| 1-3-2006                                                                        | Fiume                                                                           | Croazia under 21                                                                | 2 – 1                                                                           | Danimarca under 21                                                              | Amichevole                                                                      | -                                                                               | 51’                                                                             |
| 18-5-2006                                                                       | Pau                                                                             | Francia under 21                                                                | 1 – 0                                                                           | Croazia under 21                                                                | Amichevole                                                                      | -                                                                               |                                                                                 |
| 1-8-2006                                                                        | Costrena                                                                        | Croazia under 21                                                                | 4 – 1                                                                           | Bosnia ed Erzegovina under 21                                                   | Amichevole                                                                      | -                                                                               |                                                                                 |
| 15-8-2006                                                                       | Grosseto                                                                        | Italia under 21                                                                 | 0 – 0                                                                           | Croazia under 21                                                                | Amichevole                                                                      | -                                                                               |                                                                                 |
| 3-9-2006                                                                        | Sofia                                                                           | Bulgaria under 21                                                               | 2 – 1                                                                           | Croazia under 21                                                                | Qual. Europeo Under-21 2007                                                     | -                                                                               |                                                                                 |
| 6-9-2006                                                                        | Fiume                                                                           | Croazia under 21                                                                | 1 – 2                                                                           | Ucraina under 21                                                                | Qual. Europeo Under-21 2007                                                     | -                                                                               |                                                                                 |
| Totale                                                                          |                                                                                 | Presenze                                                                        | 8                                                                               |                                                                                 | Reti                                                                            | 0                                                                               |                                                                                 |

## Palmarès

### Club
- Campionato croato: 2

Dinamo Zagabria: 2006-2007, 2011-2012
- Coppa di Croazia: 3

Dinamo Zagabria: 2006-2007, 2011-2012
Rijeka: 2013-2014
- Campionato austriaco: 1

Red Bull Salisburgo: 2009-2010